# Prunus serrulata
```

```

Јапанска трешња (Prunus serrulata) листопадно је дрво из породице Rosaceae, пореклом из Јапана, Кореје и Кине. Позната је и као Азијска трешња и Оријентална трешња. 
Због својих на око лепих цветова користи се углавном као украсно дрво и нема прехрамбену вредност, иако неки од варијетета дају тамне плодове. Успешно расте на свим подручјима широм света са умереном климом. 

## Опис таксона
Јапанска трешња је средње високо листопадно дрво висине од 8 до 12 метара. Крошња је доста широка и густа и достиже до 5 метара ширине. Врста је јако отпорна и карактерише је дуг животни век. Кора је глатка, кестењасте боје и на њој су истакнуте хоризонталне лентицеле. Листови су овални, дужине 5−13 цм и ширине 2,5−6,5 цм. У јесен пре опадања попримају жуту, црвену и тамно црвену боју. 
Цвета пре појаве првих листова, током априла, а цветови су светло розе и беле боје. Одликују се изузетно пријатним мирисом и привлаче бројне инсекте опрашиваче. Цветови се појављују у групама на кратким огранцима, од два до пет цветића. Плод је округла коштуница пречника до 10 мм. 
Најбоље успева на местима са доста директне сунчеве светлости, тражи доста простора, а успева на тлу слабијег квалитета и са мање минералних материја.  Код култивисања калеми се на дивљу трешњу (Prunus avium).

### Варијетети
Постоји неколико варијетета јапанске трешње:
- − Кина, Кореја, Јапан
- − централна Кина
- − Јапан
- − Кореја, североисточна Кина

## Галерија
- Листови у јесен
- Пупољци на култивару Канзан
- Затворени цветови
- Стабло у крупном плану
- Лист у крупном кадру
- Курозуме, јапански
- Цветови култивара Канзан
- Цветови култивара Канзан